# Unione Sportiva Foggia & Incedit 1964-1965
Questa voce raccoglie le informazioni riguardanti l'Unione Sportiva Foggia & Incedit nelle competizioni ufficiali della stagione 1964-1965.

## Stagione
Il Foggia nel 1964-1965 fa il suo esordio nel campionato di Serie A, alla cui conclusione si classifica al nono posto.
In Coppa Italia, superato il Bari al primo turno in un derby finito ai supplementari, il Foggia viene eliminato al secondo turno dal Napoli, ancora ai supplementari.

Alla vigilia del match, Herrera porta la squadra a San Giovanni Rotondo, da Padre Pio che pronosticò la vittoria del Foggia contro l'Inter, ma la conquista dello scudetto dei nerazzurri

Nocera con il capitano nerazzurro Picchi, nella partita storica Foggia-Inter 3-2

Il 31 gennaio 1965 il Foggia batte a sorpresa l'Inter euromondiale di Herrera, da alcuni giorni detentrice della Coppa Intercontinentale e campione d'Europa e d'Italia in carica. Una gara tatticamente perfetta quella del "Mago di Turi" Oronzo Pugliese che vinse nella stessa stagione il Seminatore d'Oro, ambizioso riconoscimento per gli allenatori. Tutto si svolge nel secondo tempo con il Foggia che apre le marcature in apertura grazie a Lazzotti, Qualche minuto dopo è Nocera a far tremare le inferriate delle tribune del vecchio Stadio Pino Zaccheria. L'Inter riacciuffa il pareggio grazie a Peirò e Suarez ma è ancora Cosimo Vittorio Nocera al trentatreesimo a scrivere il capitolo finale di questo fantastico romanzo della storia rossonera.

## Organigramma societario
Area direttiva
- Presidente: Domenico Rosa Rosa

Area tecnica
- Allenatore: Oronzo Pugliese

## Rosa
| N. |                   | Ruolo | Calciatore         |
| -- | ----------------- | ----- | ------------------ |
|    | Italia (bandiera) | P     | Gastone Ballarini  |
|    | Italia (bandiera) | P     | Giuseppe Moschioni |
|    | Italia (bandiera) | P     | Sergio Notarnicola |
|    | Italia (bandiera) | D     | Angelo Bertuolo    |
|    | Italia (bandiera) | D     | Antonio Bettoni    |
|    | Italia (bandiera) | D     | Roberto Corradi    |
|    | Italia (bandiera) | D     | Antonio Ghedini    |
|    | Italia (bandiera) | D     | Romano Micelli     |
|    | Italia (bandiera) | D     | Matteo Rinaldi     |
|    | Italia (bandiera) | D     | Vasco Tagliavini   |
|    | Italia (bandiera) | D     | Ambrogio Valadè    |
|    | Italia (bandiera) | C     | Sebastiano Bottaro |

| N. |                   | Ruolo | Calciatore           |
| -- | ----------------- | ----- | -------------------- |
|    | Italia (bandiera) | C     | Renzo Brotini        |
|    | Italia (bandiera) | C     | Vincenzo Faleo       |
|    | Italia (bandiera) | C     | Cataldo Gambino      |
|    | Italia (bandiera) | C     | Paolo Lazzotti       |
|    | Italia (bandiera) | C     | Giorgio Maioli       |
|    | Italia (bandiera) | C     | Dante Micheli        |
|    | Italia (bandiera) | C     | Antonio Santopadre   |
|    | Italia (bandiera) | A     | Pasquale Di Giovanni |
|    | Italia (bandiera) | A     | Armanno Favalli      |
|    | Italia (bandiera) | A     | Cosimo Nocera        |
|    | Italia (bandiera) | A     | Roberto Oltramari    |
|    | Italia (bandiera) | A     | Francesco Patino     |

## Risultati

### Serie A

#### Girone di andata
| 13 settembre 1964 1ª giornata | Fiorentina | 3 – 1 | Foggia & Incedit |  |

| 20 settembre 1964 2ª giornata | Inter | 2 – 0 | Foggia & Incedit |  |

| 27 settembre 1964 3ª giornata | Foggia & Incedit | 1 – 0 | Mantova |  |

| 4 ottobre 1964 4ª giornata | Foggia & Incedit | 1 – 1 | Atalanta |  |

| 11 ottobre 1964 5ª giornata | Torino | 0 – 0 | Foggia & Incedit |  |

| 18 ottobre 1964 6ª giornata | Foggia & Incedit | 0 – 0 | Genoa |  |

| 25 ottobre 1964 7ª giornata | Foggia & Incedit | 1 – 0 | Messina |  |

| 8 novembre 1964 8ª giornata | Catania | 1 – 0 | Foggia & Incedit |  |

| 15 novembre 1964 9ª giornata | Varese | 0 – 0 | Foggia & Incedit |  |

| 22 novembre 1964 10ª giornata | Foggia & Incedit | 1 – 0 | Lanerossi Vicenza |  |

| 29 novembre 1964 11ª giornata | Foggia & Incedit | 1 – 2 | Milan |  |

| 13 dicembre 1964 12ª giornata | Bologna | 4 – 2 | Foggia & Incedit |  |

| 20 dicembre 1964 13ª giornata | Cagliari | 0 – 1 | Foggia & Incedit |  |

| 27 dicembre 1964 14ª giornata | Foggia & Incedit | 1 – 0 | Lazio |  |

| 3 gennaio 1965 15ª giornata | Juventus | 1 – 0 | Foggia & Incedit |  |

| 10 gennaio 1965 16ª giornata | Sampdoria | 1 – 1 | Foggia & Incedit |  |

| 17 gennaio 1965 17ª giornata | Foggia & Incedit | 0 – 0 | Roma |  |

#### Girone di ritorno
| 24 gennaio 1965 18ª giornata | Foggia & Incedit | 0 – 0 | Fiorentina |  |

| 31 gennaio 1965 19ª giornata | Foggia & Incedit | 3 – 2 | Inter |  |

| 7 febbraio 1965 20ª giornata | Mantova | 0 – 0 | Foggia & Incedit |  |

| 14 febbraio 1965 21ª giornata | Atalanta | 1 – 0 | Foggia & Incedit |  |

| 21 febbraio 1965 22ª giornata | Foggia & Incedit | 1 – 2 | Torino |  |

| 28 febbraio 1965 23ª giornata | Genoa | 1 – 0 | Foggia & Incedit |  |

| 7 marzo 1965 24ª giornata | Messina | 0 – 0 | Foggia & Incedit |  |

| 21 marzo 1965 25ª giornata | Foggia & Incedit | 1 – 0 | Catania |  |

| 28 marzo 1965 26ª giornata | Foggia & Incedit | 3 – 0 | Varese |  |

| 4 aprile 1965 27ª giornata | Lanerossi Vicenza | 0 – 1 | Foggia & Incedit |  |

| 11 aprile 1965 28ª giornata | Milan | 1 – 0 | Foggia & Incedit |  |

| 25 aprile 1965 29ª giornata | Foggia & Incedit | 2 – 2 | Bologna |  |

| 9 maggio 1965 30ª giornata | Foggia & Incedit | 1 – 2 | Cagliari |  |

| 16 maggio 1965 31ª giornata | Lazio | 2 – 1 | Foggia & Incedit |  |

| 23 maggio 1965 32ª giornata | Foggia & Incedit | 1 – 0 | Juventus |  |

| 30 maggio 1965 33ª giornata | Foggia & Incedit | 1 – 1 | Sampdoria |  |

| 6 giugno 1965 34ª giornata | Roma | 1 – 0 | Foggia & Incedit |  |

### Coppa Italia
| Arbitro: | Monti (Ancona) |

|             |           |                                                |
| Lubrano 86’ | Marcatori | 66’ Nocera 99’ Favalli 103’ Nocera 113’ Patino |

| Arbitro: | Orlando (Bergamo) |

|                               |           |                 |
| Cané 53’ (rig.) Panzanato 98’ | Marcatori | 45’ Di Giovanni |

## Statistiche

### Statistiche di squadra
| Competizione | Punti | In casa | In casa | In casa | In casa | In casa | In casa | In trasferta | In trasferta | In trasferta | In trasferta | In trasferta | In trasferta | Totale | Totale | Totale | Totale | Totale | Totale | DR |
| Competizione | Punti | G       | V       | N       | P       | Gf      | Gs      | G            | V            | N            | P            | Gf           | Gs           | G      | V      | N      | P      | Gf     | Gs     | DR |
| ------------ | ----- | ------- | ------- | ------- | ------- | ------- | ------- | ------------ | ------------ | ------------ | ------------ | ------------ | ------------ | ------ | ------ | ------ | ------ | ------ | ------ | -- |
| Serie A      | 31    | 17      | 8       | 6       | 3       | 19      | 12      | 17           | 2            | 5            | 10           | 7            | 18           | 34     | 10     | 11     | 13     | 26     | 30     | -4 |
| Coppa Italia |       | -       | -       | -       | -       | -       | -       | 2            | 1            | 0            | 1            | 5            | 3            | 2      | 1      | 0      | 1      | 5      | 3      | +2 |
| Totale       |       | 17      | 8       | 6       | 3       | 19      | 12      | 19           | 3            | 5            | 11           | 12           | 21           | 36     | 11     | 11     | 14     | 31     | 33     | -2 |

### Statistiche dei giocatori
| Giocatore      | Serie A  | Serie A | Coppa Italia | Coppa Italia | Totale   | Totale |
| Giocatore      | Presenze | Reti    | Presenze     | Reti         | Presenze | Reti   |
| -------------- | -------- | ------- | ------------ | ------------ | -------- | ------ |
| G. Ballarini   | 2        | -0      | 1            | -2           | 3        | -2     |
| G. Moschioni   | 32       | -30     | 1            | -1           | 33       | -31    |
| S. Notarnicola | 0        | 0       | 0            | 0            | 0        | 0      |
| A. Bertuolo    | 2        | 0       | 1            | 0            | 3        | 0      |
| A. Bettoni     | 30       | 0       | 1            | 0            | 31       | 0      |
| R. Corradi     | 2        | 0       | 1            | 0            | 3        | 0      |
| A. Ghedini     | 1        | 0       | 1            | 0            | 2        | 0      |
| R. Micelli     | 32       | 1       | 1            | 0            | 33       | 1      |
| M. Rinaldi     | 32       | 2       | 1            | 0            | 33       | 2      |
| V. Tagliavini  | 7        | 0       | 2            | 0            | 9        | 0      |
| A. Valadè      | 32       | 1       | 1            | 0            | 33       | 1      |
| S. Bottaro     | 0        | 0       | 1            | 0            | 1        | 0      |
| R. Brotini     | 0        | 0       | 0            | 0            | 0        | 0      |
| V. Faleo       | 2        | 0       | 1            | 0            | 3        | 0      |
| C. Gambino     | 11       | 1       | 1            | 0            | 12       | 1      |
| P. Lazzotti    | 30       | 4       | 1            | 0            | 31       | 4      |
| G. Maioli      | 30       | 2       | 1            | 0            | 31       | 2      |
| D. Micheli     | 31       | 1       | 1            | 0            | 32       | 1      |
| A. Santopadre  | 0        | 0       | 1            | 0            | 1        | 0      |
| P. Di Giovanni | 0        | 0       | 1            | 1            | 1        | 1      |
| A. Favalli     | 32       | 2       | 1            | 1            | 33       | 3      |
| C. Nocera      | 34       | 10      | 1            | 2            | 35       | 12     |
| R. Oltramari   | 12       | 0       | 1            | 0            | 13       | 0      |
| F. Patino      | 20       | 1       | 1            | 1            | 21       | 2      |